# 91. pehotni polk (Italija)
91. pehotni polk Basilicata/Superga (izvirno italijansko 91º Reggimento fanteria) je bil pehotni polk (Kraljeve) Italijanske kopenske vojske.

## Zgodovina
Med prvo svetovno vojno je bil polk aktiven na soški fronti ter med drugo svetovno vojno je bil nastanjen v Franciji in v Tuniziji.